# Gender

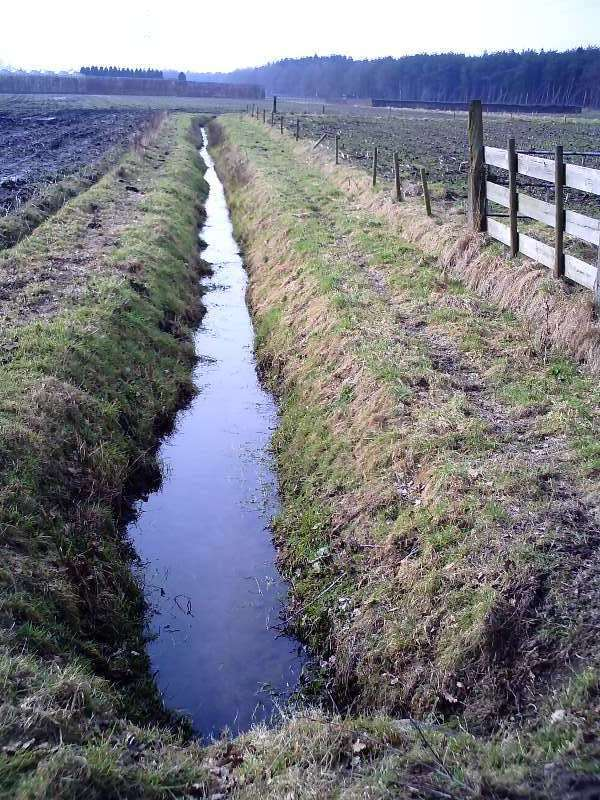
Gender ao norte de Steensel, visto do leste

Gender é um córrego Holandês da região de Brabante do Norte que faz confluência com o Rio Dommel. Origina-se originalmente nas planícieas pantanosas perto de Steensel, e flui através de Veldhoven e seu distrito oriental Meerveldhoven, na leste-nordeste de Eindhoven.